# میکی بارکر
میکی بارکر (انگلیسی: Mickey Barker؛ زادهٔ ۲۳ فوریهٔ ۱۹۵۶) بازیکن فوتبال اهل بریتانیا است.
از باشگاه‌هایی که در آن بازی کرده‌است می‌توان به باشگاه فوتبال نیوکاسل یونایتد اشاره کرد.